# Литовченко, Александр Дмитриевич
Алекса́ндр Дми́триевич Лито́вченко (14 [26] марта 1835, Кременчуг — 16 [28] июня 1890, Санкт-Петербург) — русский живописец, представитель петербургского академизма пореформенной эпохи, ассоциируемый с окружением Ивана Крамского и первой волной передвижников; мастер исторической картины на сюжеты из русской истории XVI–XVII веков, также работал как портретист. Участник «бунта четырнадцати» (в 1863), один из членов-учредителей (с 1863) Санкт-Петербургской артели художников, член Товарищества передвижников (с 1878). Академик Императорской Академии художеств (с 1869).

## Биография
Родился в Кременчуге 14 (26) марта 1835 года в бедной мещанской семье.

По собственным рассказам Александра Дмитриевича, неохотно, впрочем, обращавшегося к своему раннему детству, он почувствовал влечение к живописи очень рано и, несмотря на неблагоприятные условия жизни в глухом провинциальном городке, скоро приобрел навык в рисованье и постоянно возился с красками. Прибыв в Петербург, он поступил в Академию художеств, едва выдержав экзамен из наук
В Академии его занятия пошли весьма успешно: в 1855, 1857 и 1858 годах он получил две малые и две большие серебряные медали за рисунок и этюд, а в 1861 году за картину «Харон перевозит души умерших» малую золотую медаль. Жизнь же не улыбалась художнику — для снискания средств к жизни он должен был даже служить ретушёром в одной фотографии.

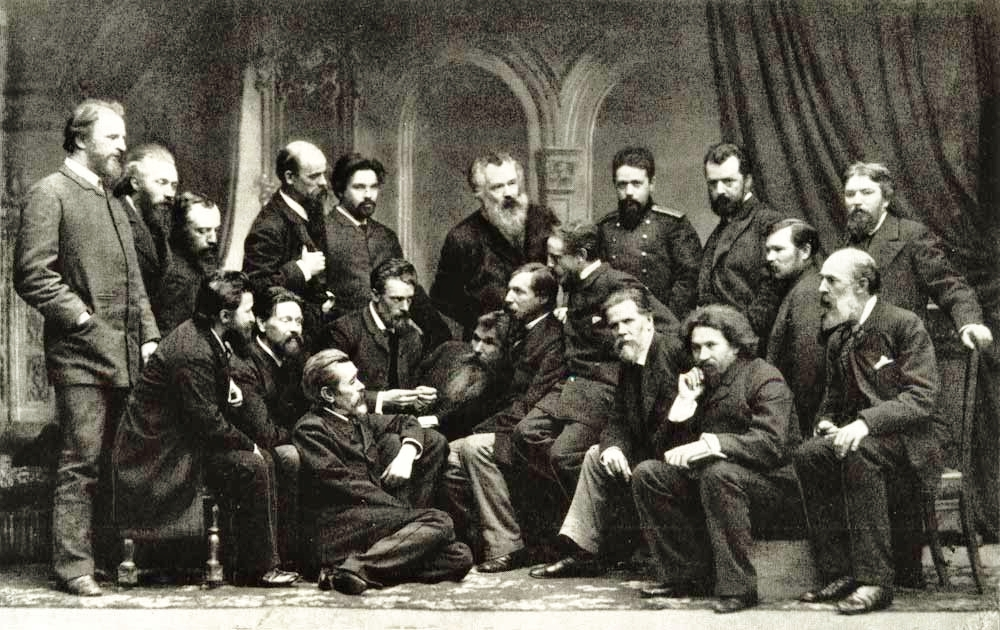
А. Д. Литовченко (сидит, пятый слева) на фотографии ТПХВ, (около 1885)

Знаменитое 9 ноября 1863 года застало Литовченко ещё в Академии; он присоединился к тринадцати конкурентам, отказавшимся от данной академическим советом программы на большую золотую медаль, и, вместе с остальными, покинул Академию («Бунт четырнадцати»), получив от неё диплом классного художника второй степени, вместе с присоединенным к нему свидетельством, что художник имеет превосходные способности и «может писать образа».
По выходе из Академии Литовченко примкнул к «Петербургской художественной артели», а по распадении её вошел в «Товарищество передвижных выставок», имевших столь серьёзное влияние на ход русского искусства, на которых он и выставлял с 1878 года свои произведения.
В 1868 году за картину «Сокольничий» он получил звание академика; после этого Литовченко решил добиваться профессорства; Академия предоставила ему мастерскую, и художник в течение четырёх лет работал над картиной «Царь Иоанн Грозный показывает свои сокровища английскому послу Горсею»; однако представленная в 1874 году в совет для получения звания профессора картина была найдена неудовлетворительной в историческом и, в особенности, археологическом отношениях. Художник был не согласен с определением совета и просил более определенных указаний и объяснений, но получил ответ, что совет не находит нужным входить с ним по поводу этого в переписку. С этого времени художник совершенно отошел от Академии и до самой смерти относился к ней очень желчно и резко.
Скончался А. Д. Литовченко 16 (28) июня 1890 года и был похоронен на кладбище Новодевичьего монастыря; могила утрачена.
Как писала «Всемирная иллюстрация» (1890):

Литовченко не внес в русскую школу живописи ничего нового ни в смысле направления, ни в смысле художественных приемов. Рисунок его был правилен и даже несколько академичен, колорит приятен, манера, что называется, сочная, композиция суха и неразнообразна. Но, не оставив в русской живописи крупного следа после себя, Литовченко, тем не менее, не будете забыт, благодаря именно той роли, которую он играл при основании товарищества передвижных выставок. За последние тридцать лет это основание товарищества является самым выдающимся событием истории живописи в России. Товарищество несомненно оживило русскую школу, открыло новые пути и, не придавая товариществу того исключительного значения, которое ему придает г-н Стасов, можно, однако же, сказать, что товарищество было полезным учреждением не только для своих членов, но и вообще для русской живописи. Литовченко служил этому делу искренно и горячо; хотя из его протеста, в смысле личной художественной деятельности, не вышло ничего, — он был, как основатель (sic) товарищества, одним из «главных пионеров русского искусства»
Что касается характера Литовченко, то Пётр Полевой в своих воспоминаниях о художнике так характеризовал его:

Он представлялся мне простым, наивным русским человеком, несколько способным к похвальбе и преувеличенью (как и все истинно русские люди), но чрезвычайно добродушным и симпатичным. Особенно приятно поражала меня в Литовченке его любознательность, его желание узнать, как можно больше об излюбленной русской старине, его жадность в собирании и накоплении о ней сведений и всякого рода материалов. Чуть бывало увидит новые фотографии, новые книги по археологии, сейчас ухватится за них, попросит дать ему на время — и все выспрашивает меня, и извлекает из-под спуда неизвестное ему и страстно любимое.

## Современные выставки
- 2009 — в Государственной Третьяковской галерее состоялась выставка отреставрированной картины А. Д. Литовченко «Царь Алексей Михайлович и Никон, архиепископ Новгородский, у гроба чудотворца Филиппа, митрополита Московского». Много десятилетий большое полотно (225 × 183,8 см) не покидало запасников Третьяковской галереи[12][13].
- 2009 — Выставка «Пленники красоты. Русское академическое и салонное искусство 1830–1910-х годов», Хельсинки, Музей изобразительных искусств[14][15].

## Галерея

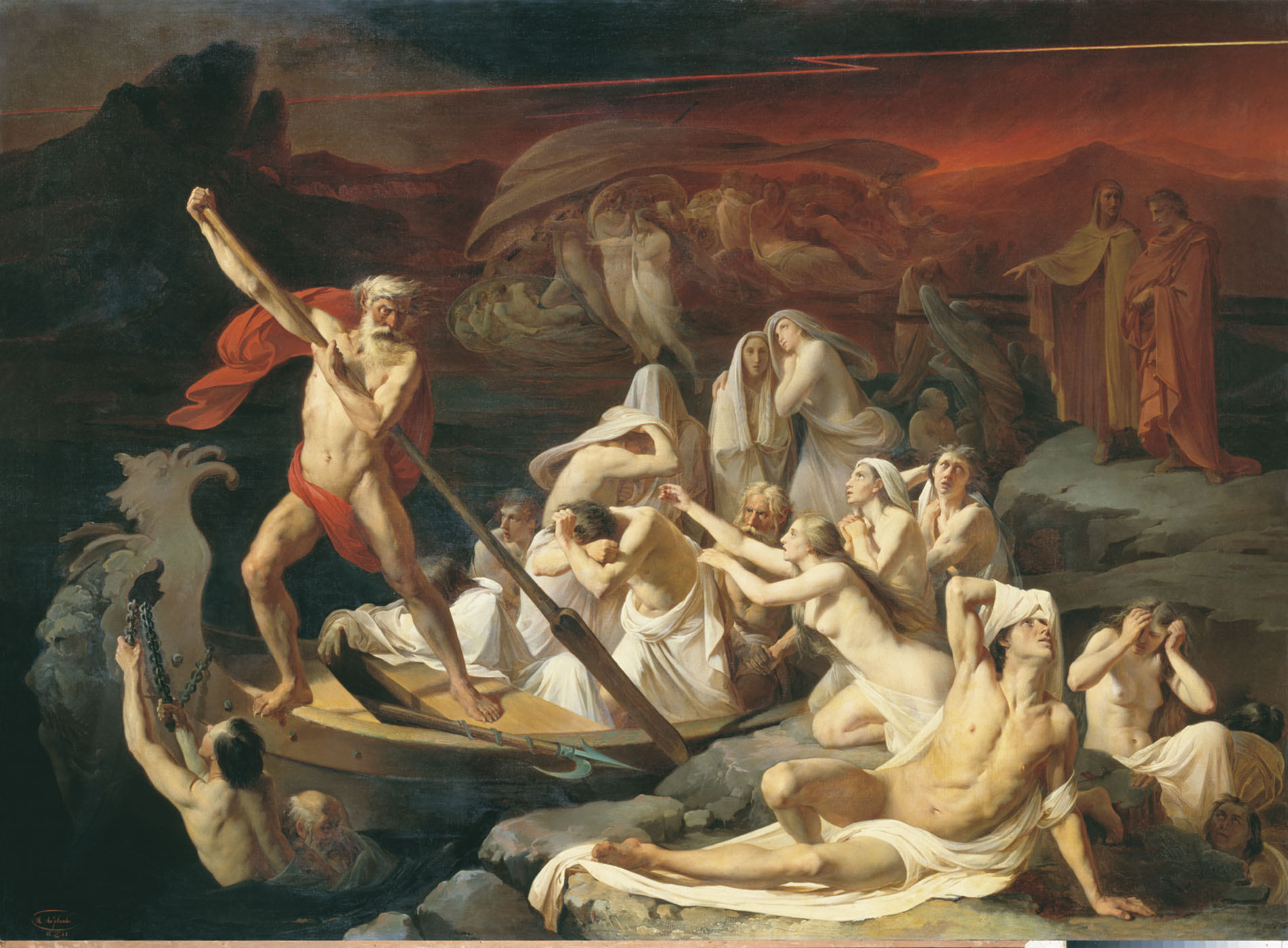
«Харон перевозит души через реку Стикс», 1861 — Русский музей.
«Иоанн Грозный показывает свои сокровища английскому послу Горсею», 1875 — Русский музей.
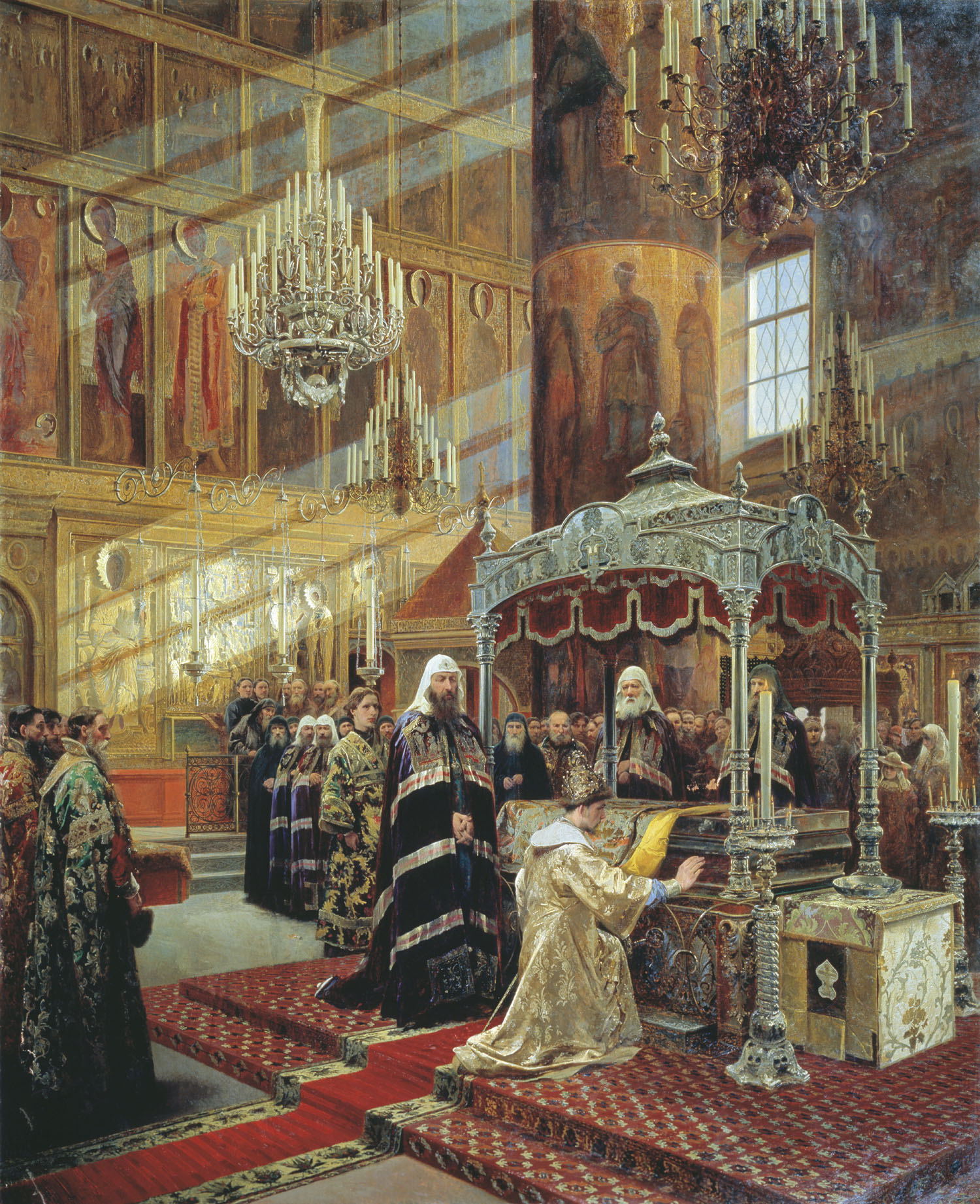
«Царь Алексей Михайлович и Никон, архиепископ Новгородский, у гроба чудотворца Филиппа, митрополита Московского», 1886 — Третьяковская галерея.
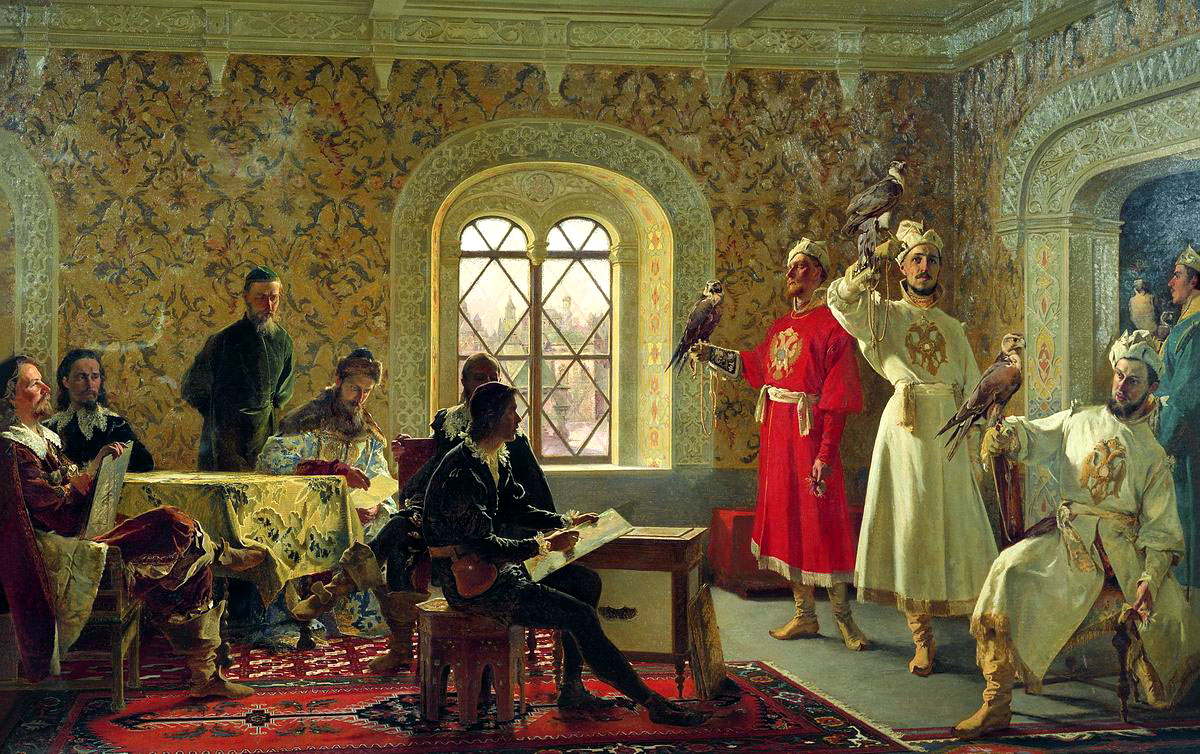
«Итальянский посланник Кальвуччи зарисовывает любимых соколов царя Алексея Михайловича», 1889 — Харьковский художественный музей.
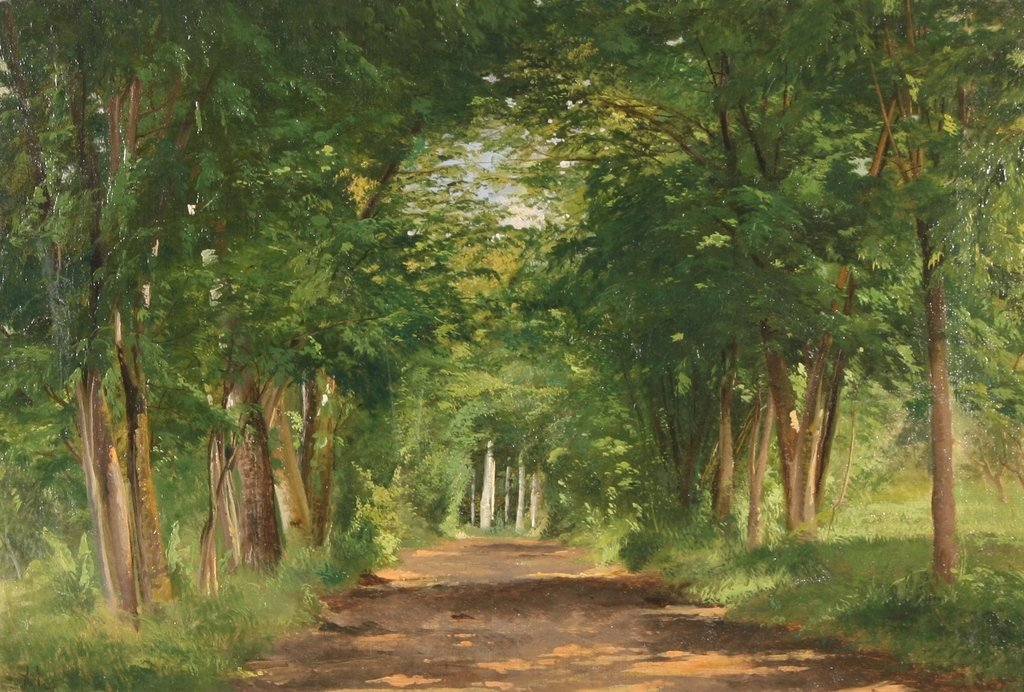
«Солнечная тропинка в лесу», 1874 — частное собрание.
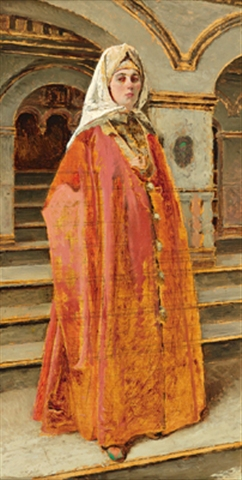
«Боярыня», 1870–1880-е годы — частное собрание.
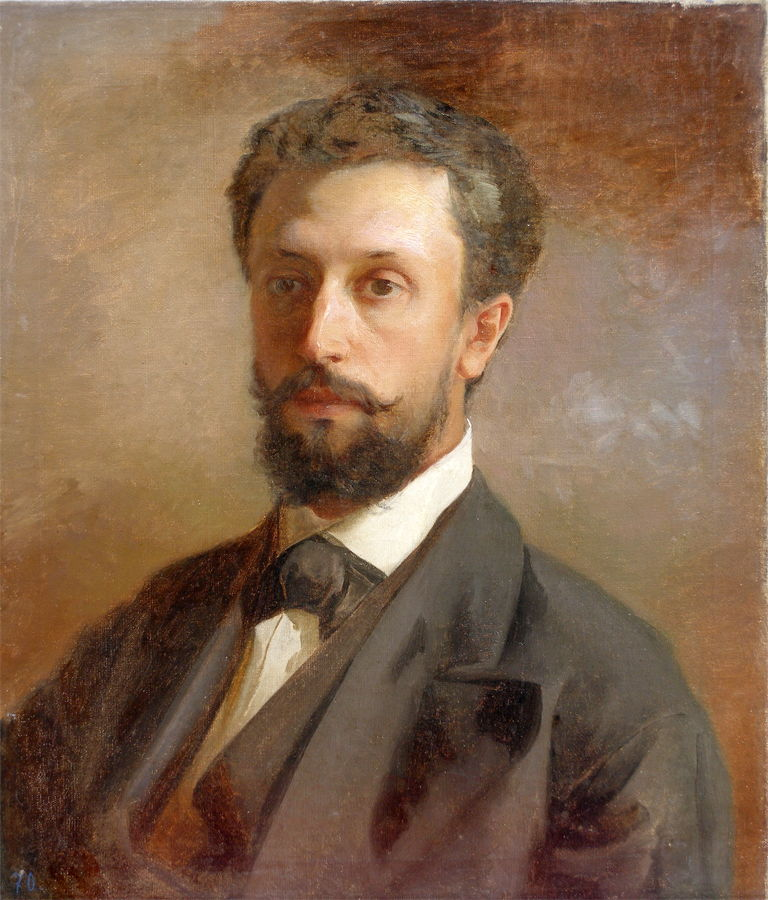
«Портрет Евгения Григорьевича Шварца», 1874 — Курская государственная картинная галерея имени А. А. Дейнеки.
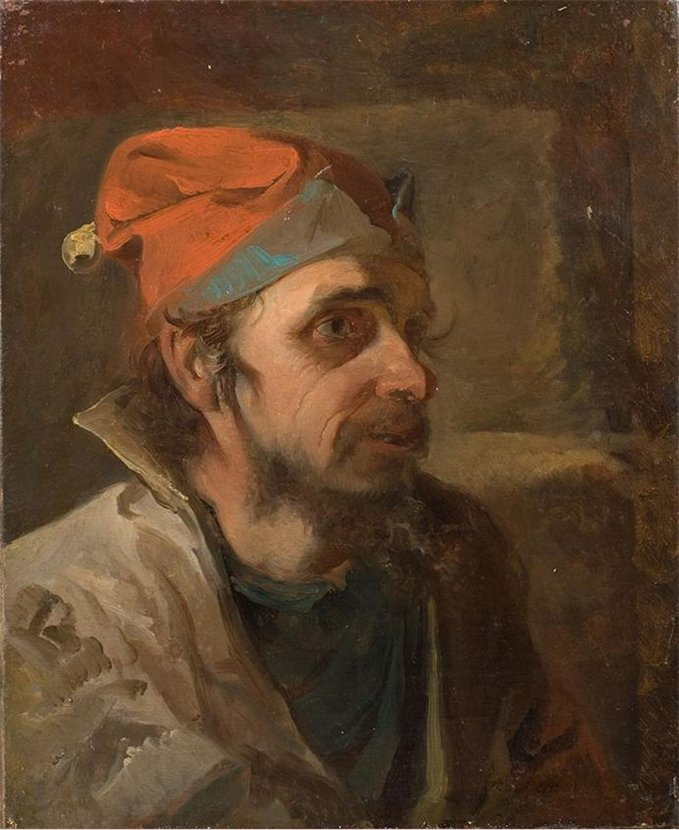
«Шут», 1875 — Всероссийский художественный научно-реставрационный центр имени И. Э. Грабаря.
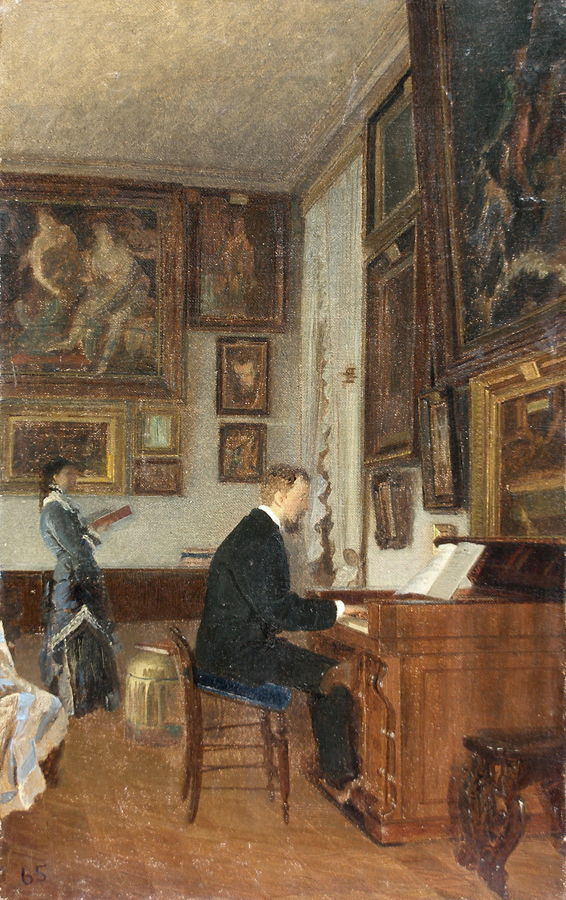
«В Белом Колодезе. Портрет А. В. и Е. Г. Шварцев», 1879 — Курская государственная картинная галерея имени А. А. Дейнеки.
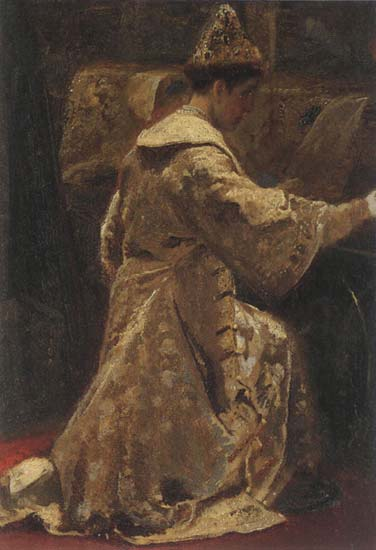
«Алексей Михайлович» (этюд), 1886 — Третьяковская галерея.
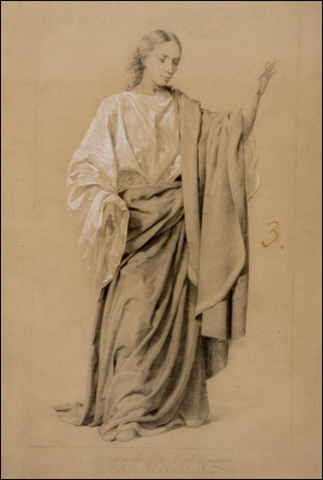
«Ангел» (этюд), 1857 — частное собрание.
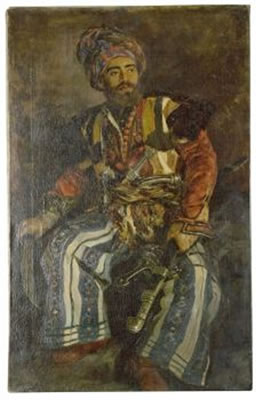
Портрет казака, ранее 1890 — частное собрание.
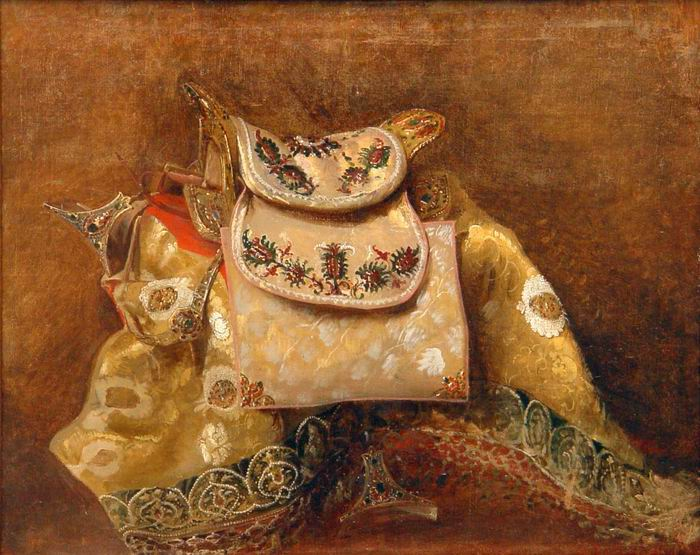
«Седло, украшенное драгоценностями» (эскиз), 1875 — частное собрание.
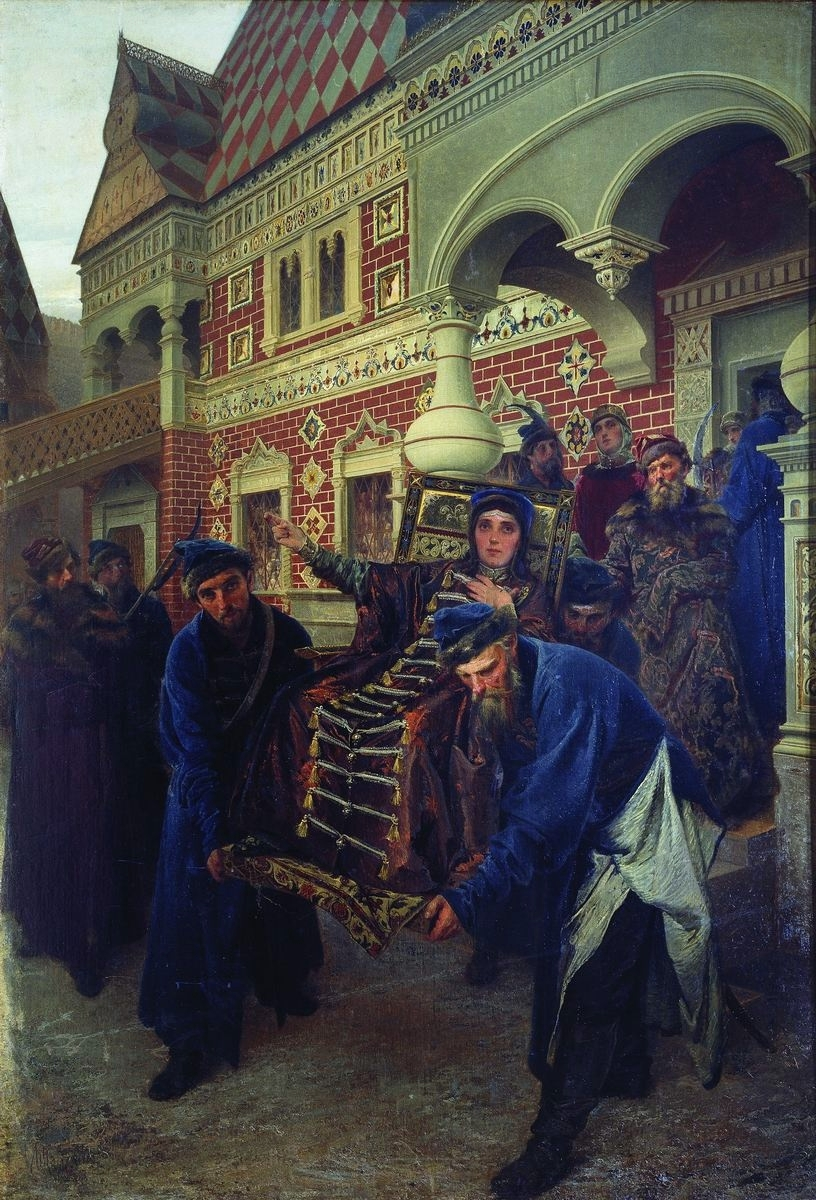
«Боярыня Морозова», 1885 — Новгородский государственный объединённый музей-заповедник.